# Karl von Hoffmann (General)
Karl Hoffmann, seit 1871 Ritter von Hoffmann, (* 2. Dezember 1832 in Regensburg; † 3. Februar 1903 in München) war ein bayerischer General der Infanterie.

## Leben

### Herkunft und Familie
Karl war der Sohn des Regimentsarztes Andreas Hoffmann und dessen Ehefrau Anna, geborene Demling. Er hatte sich 1866 mit Marie von der Mark verheiratet. Aus der Ehe ging eine Tochter hervor.

### Militärkarriere
Nach dem Besuch des Kadettenkorps in München wurde Hoffmann am 4. September 1851 als Fahnenjunker dem 2. Infanterie-Regiment „Kronprinz“ der Bayerischen Armee überwiesen. Nachdem er bis 1853 einen Lehrkurs an der Artillerie- und Ingenieurschule absolviert hatte, avancierte Hoffmann im Oktober 1853 zum Unterleutnant in seinem Regiment. Im Jahr darauf wurde er zu einem zweimonatigen Übungskurs bei der Geniekompanie in Germersheim kommandiert und von Ende Juli 1854 bis Anfang April 1855 als Zweiter Platzoffizier bei der Stadt- und Festungskommandantur Germersheim verwendet. Im November 1856 folgte seine Kommandierung in die Mathematische Sektion des Topographischen Büros des Generalquartiermeisterstabes. Unter Belassung in diesem Kommando wurde Hoffmann mit der Beförderung zum Oberleutnant am 3. November 1861 in das 13. Infanterie-Regiment „Kaiser Franz Joseph von Österreich“ versetzt.
Am Krieg gegen Preußen nahm Hoffmann 1866 im Hauptquartier des Armeeoberkommandos unter Prinz Karl von Bayern an den Kämpfen bei Zella, Kissingen, Uettingen sowie bei Roßbrunn und Hettstadt teil. Zwischenzeitlich war er Anfang Juli 1866 zum Hauptmann II. Klasse im Infanterie-Leib-Regiment aufgestiegen. Nach dem Krieg wurde er Mitte September 1866 auf eigenen Wunsch hin von seinem Kommando beim Topographischen Büro entbunden. Hoffmann wirkte vier Monate bei der Einrichtung der Landwehr im Bezirk Traunstein und trat dann als Kompaniechef in den Truppendienst zurück.
Hoffmann führte seine Kompanie zu Beginn des Krieges gegen Frankreich in der Schlacht bei Wörth und wurde mit dem Ritterkreuz II. Klasse des Militärverdienstorden mit Schwertern ausgezeichnet. Nachdem er in der Schlacht von Sedan bei Bazeilles durch einen Schuss in den linken Vorderarm verwundet worden war, kehrte Hoffmann zunächst in die Heimat zurück, bevor er Anfang November 1870 mit einem Transport Ersatztruppen zu seinem Regiment zurückkehrte und wieder seine Kompanie übernahm. Am 8. Dezember 1870 wurde er bei Beaugency durch einen Schuss in die linke Schulter so schwer verwundet, dass er nach Deutschland zurückkehren musste und erst Mitte März 1871 wieder dienstfähig war. Mitte Dezember 1870 rückte Hoffmann zum Hauptmann I. Klasse auf, wurde für sein Verhalten während der Kämpfe gegen die Loirearmee mit dem Eisernen Kreuz II. Klasse ausgezeichnet sowie am 3. April 1871 durch Armeebefehl belobigt.
Nach dem Friedensschluss wurde er zudem am 16. Juli 1871 mit dem Ritterkreuz des Militär-Max-Joseph-Ordens beliehen, da er am 1. Dezember 1870 im Gefecht bei Villepion durch sein umsichtiges Verhalten den Durchbruch überlegener französischer Abteilungen verhindert hatte und die Behauptung der bereits sehr gefährdeten Position bis zum Tagesende ermöglichte. Mit der Beleihung war der persönliche Adel verbunden und er durfte sich nach der Eintragung in die bayerischen Adelsmatrikel „Ritter von Hoffmann“ nennen.
Am 24. August 1871 wurde er zur Inspektion der Militärbildungsanstalten versetzt und war bis Ende Februar 1875 zunächst als Lehrer für Taktik an der Kriegsschule und dann als Lehrer für militärische Wissenschaften an der Pagerie in München tätig. In dieser Stellung zum 1. Januar 1873 zum Major befördert, wurde Hoffmann anschließend Erster Generalstabsoffizier beim Generalkommando des II. Armee-Korps in Würzburg. Er avancierte Ende März 1876 zum Oberstleutnant und zwei Jahre später erfolgte im April seine Versetzung zur Zentralstelle des Generalstabes. Im Herbst des Jahres 1878 war er zu den Manövern der französischen Armee bei Vesoul und Arras kommandiert. Mac-Mahon verlieh ihm daraufhin das Offizierskreuz der Ehrenlegion. Nach seiner Rückkehr in die Heimat beauftragte man Hoffmann am 1. Dezember 1878 zunächst mit der Führung des 4. Infanterie-Regiments „König Karl von Württemberg“ und ernannte ihm unter Beförderung zum Oberst am 30. November 1879 zum Regimentskommandeur. In Würdigung seiner Leistungen in der Truppenführung verlieh ihm sein Regimentschef König Karl von Württemberg das Komturkreuz des Ordens der Württembergischen Krone. Als Generalmajor war Hoffmann vom 24. November 1885 bis 21. November 1886 Kommandant der Bundesfestung Ulm, dann bis zum 8. Mai 1890 Kommandeur der 6. Infanterie-Brigade und anschließend wurde er unter Beförderung zum Generalleutnant Kommandeur der 3. Division in Nürnberg. Daran schloss sich am 21. Mai 1893 seine Ernennung zum Chef des Generalstabes der Armee an und zugleich fungierte Hoffmann als Inspekteur der Militärbildungsanstalten.
Unter Verleihung des Charakters als General der Infanterie wurde Hoffmann am 15. Januar 1895 in Genehmigung seines Abschiedsgesuches mit Pension zur Disposition gestellt.
In seiner aktiven Dienstzeit publizierte Hoffmann mehrfach Arbeiten auf dem Gebiet der Taktik in der Österreichischen Militärischen Zeitschrift. Außerdem verfasste er die Regimentsgeschichte Das Königlich Bayerische 4. Infanterie-Regiment König Karl von Württemberg von seiner Errichtung 1706 bis 1806. Die Philosophische Fakultät der Universität Erlangen verlieh Hoffmann 1892 die Ehrendoktorwürde.
Er wurde auf dem Alten Südlichen Friedhof in München bestattet.

## Schriften
- Das Königlich Bayerische 4. Infanterie-Regiment König Karl von Württemberg von seiner Errichtung 1706 bis 1806. Mittler & Sohn, Berlin 1881.